# Mateo Gamarra
Mateo Gamarra González (Concepción, Paraguay; 20 de octubre de 2000) es un futbolista paraguayo. Juega de defensa y su equipo actual es el Club Olimpia de Paraguay  de la primera división Es internacional absoluto por la selección de Paraguay desde 2022.

## Trayectoria
Gamarra comenzó su carrera en el Independiente de Campo Grande en 2018.
Tras un paso por el 12 de Octubre, en 2021 se unió al Club Olimpia, ganándose la titularidad en la temporada 2022.
De cara a la temporada 2024, el jugador firmó en el Club Athletico Paranaense de la Serie A.

## Selección nacional
Debutó en la selección de Paraguay el 1 de septiembre de 2022 ante México.

## Clubes
| Club                          | País     | Año           |
| ----------------------------- | -------- | ------------- |
| Independiente de Campo Grande | Paraguay | 2018-2019     |
| 12 de Octubre                 | Paraguay | 2020          |
| Club Olimpia                  | Paraguay | 2021-2023     |
| Club Athletico Paranaense     | Brasil   | 2024          |
| Cruzeiro Esporte Clube        | Brasil   | 2025-presente |

## Palmarés

### Títulos nacionales
| Título             | Club         | País     | Año  |
| ------------------ | ------------ | -------- | ---- |
| Copa Paraguay      | Club Olimpia | Paraguay | 2021 |
| Supercopa Paraguay | Club Olimpia | Paraguay | 2021 |
| Torneo Clausura    | Club Olimpia | Paraguay | 2022 |